# Figowiec sprężysty

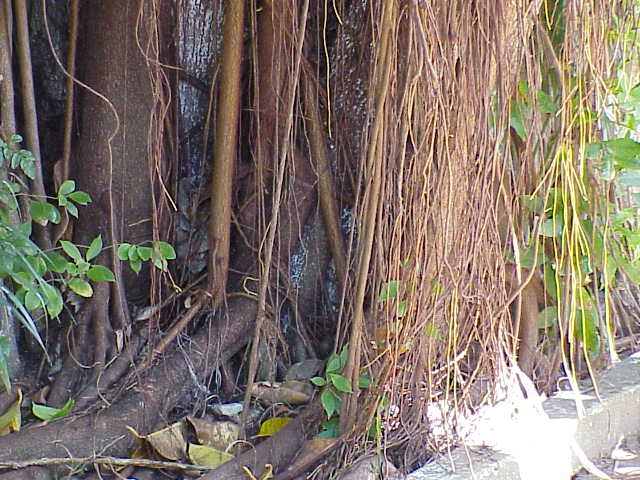
Pień figowca elastycznego z korzeniami powietrznymi w swoim naturalnym środowisku

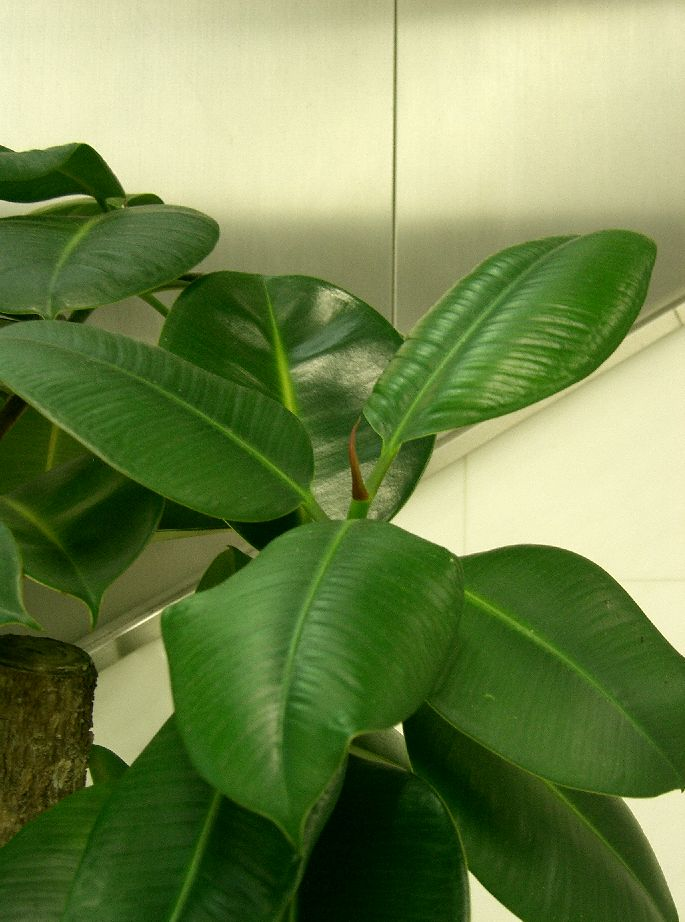
Ficus elastica w uprawie doniczkowej

Figowiec sprężysty (Ficus elastica Roxb. ex. Homem.), popularnie zwany fikusem – gatunek rośliny z rodziny morwowatych (Moraceae Link.). Pochodzi z Półwyspu Indyjskiego, Indochin i Malezji. Jest uprawiany w licznych miejscach o klimacie tropikalnym. W Polsce pospolicie uprawiany jako ozdobna roślina doniczkowa.

## Morfologia
PokrójDrzewo, osiągające do 30 m wysokości. Posiada liczne korzenie powietrzne.
LiścieDuże, eliptyczne, skórzaste, ciemnozielone, całobrzegie.
KwiatyDrobne, rozdzielnopłciowe, znajdujące się na dnie otwartego u góry osadnika kwiatowego o gruszkowatym kształcie.
OwocPogrążone w dnie osadnika orzeszka.

## Zastosowanie
- Roślina kauczukodajna: z jego soku mlecznego otrzymuje się tzw. kauczuk assamski.
- Roślina ozdobna: jest jedną z najczęściej u nas uprawianych roślin doniczkowych. Zwykle uprawia się odmiany 'Decora' i 'Robusta'. Rosną szybko, tworząc rozgałęzione drzewka. Z czasem odrzucają dolne liście. Roślina jest łatwa w uprawie, poleca się ją więc również początkującym hodowcom.

Usuwa z pomieszczeń szkodliwy formaldehyd z szybkością 12 µg/h.